# Canton des Lilas
Le canton des Lilas est une ancienne division administrative française située dans le département de la Seine-Saint-Denis et la région Île-de-France.
Il a intégré le canton de Bagnolet lors du redécoupage cantonal de 2014 en France.

## Histoire

### Canton dudépartement de la Seine
De 1860 à 1945, Les Lilas appartenaient au canton de Pantin.
De 1945 à 1953, Les Lilas appartenaient au secteur Saint-Denis-Est.
De 1953 à 1959, Les Lilas appartenaient au secteur 5.
De 1959 à 1967, Les Lilas appartenaient au 27ème secteur avec Bagnolet.
| Période                             | Période | Identité                 | Étiquette | Qualité                                          |
| ----------------------------------- | ------- | ------------------------ | --------- | ------------------------------------------------ |
| 1959 27e secteur Bagnolet-Les Lilas | 1967    | Paul Coudert (1892-1985) | PCF       | Ancien maire de Bagnolet (1928-1940 ; 1944-1959) |

### Canton du département de la Seine-Saint-Denis
Lors du redécoupage cantonal de 1976, l'ancien canton du Pré-Saint-Gervais perd la partie de la commune de Pantin qu'il comprenait, afin de permettre la création des cantons de Pantin-Ouest et de Pantin-Est, et le surplus est renommé en canton des Lilas.
Un nouveau découpage territorial de la Seine-Saint-Denis entré en vigueur à l'occasion des premières élections départementales suivant le décret du 21 février 2014. Les conseillers départementaux sont, à compter de ces élections, élus au scrutin majoritaire binominal mixte. Les électeurs de chaque canton élisent au Conseil départemental, nouvelle appellation du Conseil général, deux membres de sexe différent, qui se présentent en binôme de candidats. Les conseillers départementaux sont élus pour 6 ans au scrutin binominal majoritaire à deux tours, l'accès au second tour nécessitant 12,5 % des inscrits au 1er tour. En outre, la totalité des conseillers départementaux est renouvelée. Ce nouveau mode de scrutin nécessite un redécoupage des cantons dont le nombre est divisé par deux avec arrondi à l'unité impaire supérieure si ce nombre n'est pas entier impair, assorti de conditions de seuils minimaux. En Seine-Saint-Denis, le nombre de cantons passe ainsi de 40 à 21.
Dans ce cadre, le canton est intégré dans celui de Bagnolet à compter des élections départementales françaises de 2015.

## Représentation
| Période | Période | Identité                        | Étiquette | Qualité |
| ------- | ------- | ------------------------------- | --------- | --- |
| 1967    | 1973    | Pierre Barbe                    | PCF       | Cheminot |
| 1973    | 1979    | Auguste Rabeyrolles (1899-1994) | DVD       | Industriel Maire des Lilas (1959 → 1983) |
| 1979    | 1992    | Claude Bartolone                | PS        | Cadre de l'industrie pharmaceutique Maire du Pré-Saint-Gervais (1995 → 1998) Ministre de la Ville (1998 → 2002) Député de la Seine-Saint-Denis (6e circ (1981 → 1998 et 2002 → 2012 ) et 9e circ. (2012 → 2017)) Président de l'Assemblée nationale (2012 → 2017) Elu en 2008 dans le Canton de Pantin-Est |
| 1992    | 1998    | Jean-Claude Dupont              | UDF-RAD   | Haut fonctionnaire Adjoint au maire des Lilas puis conseiller municipal du Pré-Saint-Gervais |
| 1998    | 2004    | Martine Legrand                 | PS        | Militante associative Adjointe au maire du Pré-Saint-Gervais |
| 2004    | 2015    | Daniel Guiraud                  | PS        | Ancien attaché parlementaire Maire des Lilas (2001 → 2020) Elu en 2015 dans le Canton de Bagnolet Vice-président du Conseil général (2012 → 2015) Vice-président du conseil départemental (2015 → ) |

## Composition
Le canton était constitué des communes suivantes :
| Communes             | Population (2012) | Code postal | Code Insee |
| -------------------- | ----------------- | ----------- | ---------- |
| Les Lilas            | 22 505            | 93 260      | 93 045     |
| Le Pré-Saint-Gervais | 18 075            | 93 310      | 93 061     |

## Démographie
| 1962   | 1968   | 1975   | 1982   | 1990   | 1999   | 2006   | 2011   | - | - |
| ------ | ------ | ------ | ------ | ------ | ------ | ------ | ------ | - | - |
| 32 979 | 30 589 | 33 325 | 33 432 | 35 491 | 36 603 | 39 311 | 40 580 | - | - |